# Wilhelm Adolf vom Hagen
Wilhelm Adolf Freiherr vom Hagen (* 11. Februar 1721 in Stöckey; † 1787) war Domherr von Naumburg, Erbherr auf Obergebra und Stöckey und Ritterschaftsdirektor der Grafschaft Hohenstein.

## Leben
Er war Sohn des königlich-preußischen Land- und Kriegsrats Friedrich Philipp vom Hagen (1683–1754) und Gertraudis (geb. von Münchhausen; 1692–1762) und gehörte zum seit 1148 nachweisbaren Geschlecht derer vom Hagen auf Rüdigershagen in Thüringen. Sein jüngerer Bruder war Ludwig Philipp vom Hagen. Von 1737 bis 1739 studierte er in Halle und von 1739 bis 1741 an der Universität Göttingen. 1745 reiste er nach Frankreich, wo er sich u. a. in Paris aufhielt. 1742 erlangte er ein Naumburger Domkanonikat mit Majorpräbende und wurde 1745 auch als Kapitular angenommen. 1756 resignierte er die Naumburger Pfründe. Hagen war Direktor der Ritterschaft der Grafschaft Hohenstein. Als sein Bruder 1771 starb, erbte er das Palais Wilhelmstraße 102 in Berlin, das er an Prinzessin Amalie, Schwester Friedrichs II., verkaufte. Aus seiner Ehe mit Sophie Christine Juliane von Wintzingerode ging der Sohn Christoph Friedrich Wilhelm hervor.